# 极限女孩
《极限女孩》是2005年1月到3月由獨立UHF放送局動畫節目時段《A15》播放的原創電視動畫。A15的命名由來是播放15分鐘、推薦15歲以上觀眾收視（15禁動畫）。

## 故事介紹
在21世紀初的東京，每到星期一這天都會出現巨大的怪獸對都市展開破壞。這時身負保衛日本重責的UFO MAN就會出現。在某天和怪獸在公園對決時，卻不小心踩到了小春野白絹等3人。感到愧疚的UFO MAN為了救她們，將自己的靈魂和身體分給三人後使得自己無法再變身戰鬥了。於是三位少女代替UFO MAN保衛日本，進行變身和怪獸戰鬥。但是因為能量不足所以每次戰鬥的時間只要超過三分鐘，她們身上的服裝就會開始慢慢消失了...。

## 登場人物
小春野白絹（聲優：福圓美里）
出生日：1987年7月3日　住址：杉並區阿佐谷　身高：156cm　胸圍：B　血型：A　變身後身高：31.2m　變身後體重：17000t
二子山學園高校2年級學生。暗戀諸星真。
鳳薇薇安（聲優：生天目仁美）
出生日：1987年10月12日　住址：杉並區高円寺南　身高：168cm　胸圍：E　血型：B　變身後身高：33.6m　變身後體重：21000t
二子山學園高校2年級學生，和白絹是同學。
諸星蕾（聲優：徳永愛）
出生日：1987年4月23日　住址：杉並區南荻窪　身高：147cm　胸圍：A　血型：AB　變身時後身高：29.4m　變身後體重：15000t
二子山學園高校2年級學生，和白絹是同學。
（聲優：古谷徹）
與怪獸決鬥的巨大英雄，因為意外而將靈魂和身體授予白絹、薇薇安、蕾後而導致身體縮小，無法再與怪獸決鬥。
岡村與作（聲優：松山鷹志）
怪獸迷記者，當怪獸出現時會做實況報導。
諸星真（聲優：泰勇氣）
二子山學園高校3年級學生，報道部的部員，蕾的哥哥。
小春野繭（聲優：木村亜希子）
ZATV電視台的記者，白絹的姊姊。

## 主題曲
- 片頭曲 「WHITE HEAT」[2]（首話－最終回）

作詞：威成一 作曲、編曲：凸 演唱：yozuca*
- 片尾曲 「3センチメンタル」（最終回）

作詞、作曲：相澤大 編曲：凸 演唱：白絹（福圓美里）

## 各話列表
| 話數 | 標題                          | 標題原出處                                                | 劇本     | 分鏡         | 演出         | 作畫監督   |
| ---- | ----------------------------- | --------------------------------------------------------- | -------- | ------------ | ------------ | ---------- |
| 1    | アルティメット作戦第一号      | ウルトラマン 第1話「ウルトラ作戦第一号」                  | 西園悟   | ムトウユージ | ムトウユージ | 守岡英行   |
| 2    | 輝け! アルティメット三姉妹    | ウルトラマンA 第1話「輝け! ウルトラ五兄弟」               | 西園悟   | 佐藤昌文     | 畠山茂樹     | 柳瀬雄之   |
| 3    | UGが死ぬとき! 東京は壊滅する! | ウルトラマンレオ 第1話「セブンが死ぬ時! 東京は沈没する!」 | 西園悟   | 佐藤昌文     | 畠山茂樹     | 柳瀬雄之   |
| 4    | あっ! つぼみが食べられる!     | ウルトラマンタロウ 第44話「あっ! タロウが食べられる!」    | 筆安一幸 | 鎌田千夏     | 福山新市     | 山本佐和子 |
| 5    | アキバより愛をこめて          | ウルトラセブン 第12話「遊星より愛をこめて」               | 筆安一幸 | 今千秋       | 沼田誠也     | 立石聖     |
| 6    | 白絹やぶれかぶれ              | ウルトラファイト 第12話「ギャンゴやぶれかぶれ」           | 筆安一幸 | 石踊宏       | 石踊宏       | 松本勝次   |
| 7    | アルティメットガール西へ      | ウルトラセブン 第14-15話「ウルトラ警備隊西へ」            | 浦畑達彦 | 畠山茂樹     | 畠山茂樹     | 李鍾卿     |
| 8    | 京都行きます                  | 怪奇大作戦 第25話「京都買います」                         | 浦畑達彦 | 畠山茂樹     | 畠山茂樹     | 柳瀬雄之   |
| 9    | ヴィヴィアン夕陽に死す        | 帰ってきたウルトラマン 第37話「ウルトラマン夕陽に死す」   | 浦畑達彦 | 畠山茂樹     | 畠山茂樹     | 柳瀬雄之   |
| 10   | UGだ! 萌えろ!                 | ウルトラマンレオ 第6話「男だ! 燃えろ!」                   | 西園悟   | 鎌田千夏     | 菅井嘉浩     | 本村晃一   |
| 11   | 変態                          | ウルトラQ 第22話「変身」                                  | 西園悟   | 今千秋       | 村田雅彦     | 山本佐和子 |
| 12   | さらばアルティメットガール    | ウルトラマン 第39話「さらばウルトラマン」                 | 西園悟   | ゆきひろ     | ゆきひろ     | 守岡英行   |

## 播放電視台
日本深夜動畫：下文記載的日本国内播放時間使用日本標準時間（UTC+9）表示。因為部分時間标识會採用30小时制，因此請留意这类超过24:00的时间，其實際播放時間為翌日清晨。
| 播放地區 | 電視台       | 播放期間                 | 播放時間             |
| -------- | ------------ | ------------------------ | -------------------- |
| 千葉縣   | 千葉電視台   | 2005年1月9日 - 3月27日   | 星期日 24:00 - 24:30 |
| 埼玉縣   | 埼玉電視台   | 2005年1月9日 - 3月27日   | 星期日 25:05 - 25:35 |
| 兵庫縣   | SUN電視台    | 2005年1月10日 - 3月28日  | 星期一 24:00 - 24:30 |
| 神奈川縣 | 神奈川電視台 | 2005年1月10日 - 3月28日  | 星期一 24:35 - 25:05 |
| 東京都   | TOKYO MX     | 2007年12月7日 - 12月28日 | 星期五 25:30 - 26:00 |

## 工作人員
- 原作：m.o.e.、スタジオマトリックス[3]
- 企劃：久米憲司、白井勝也
- 原案：ゆーじと愉快な仲間たち
- 監督：ムトウユージ
- 系列構成：西園悟
- 角色設定：守岡英行
- 色彩設計：田中直人
- 美術監督：谷口百範
- 撮影監督：松田成志
- 編集：瀬山武司
- 音樂：MOKA
- 音響監督：高橋秀雄
- 製作人：石黒達也
- 動畫製作人：北垣貴司
- 動畫製作：スタジオマトリックス
- 製作：m.o.e.

## 外部連結
- .   [2014-10-24]. （原始内容存档于2012-02-05）.（日語）